# V-Disc

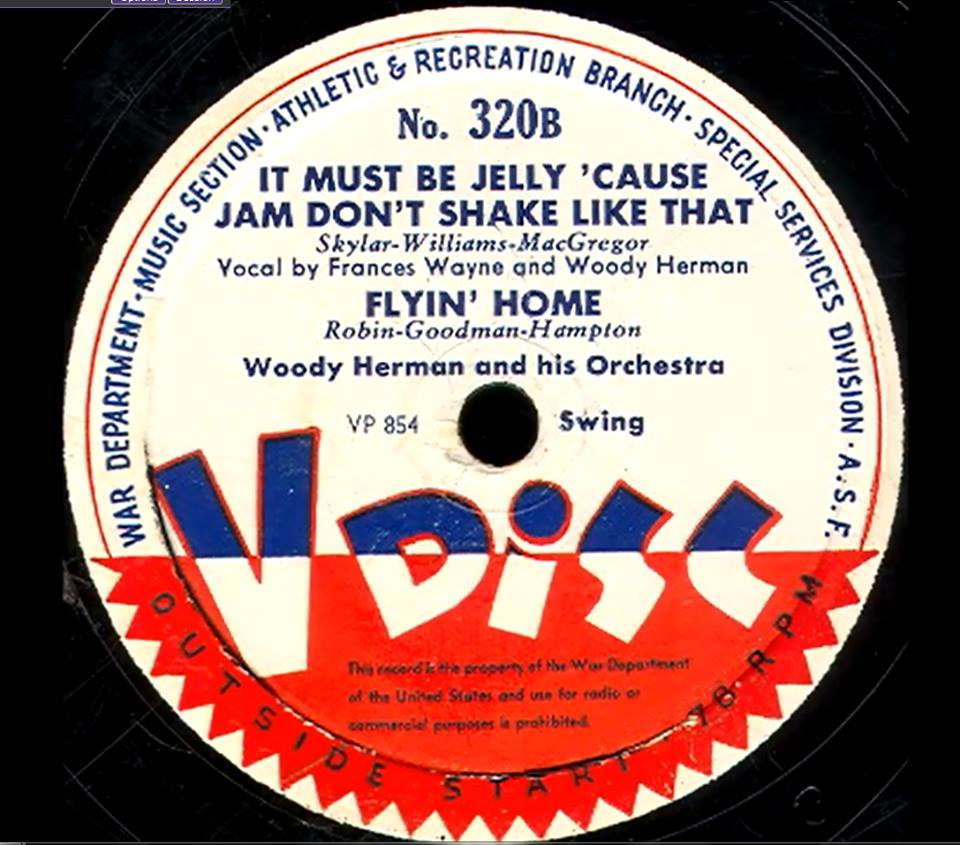
V-Disc

V-Disc was een platenlabel tijdens de Tweede Wereldoorlog, ontstaan door een samenwerking tussen de Amerikaanse regering en enkele platenmaatschappijen. De platen werden speciaal gemaakt voor Amerikaanse militairen die actief waren in de oorlog. Vele populaire zangers, bigbands en orkesten namen speciaal platen op voor V-Disc. De platen hadden een 12 inchformaat (het formaat van de latere langspeelplaat) en waren 78 toerenplaten. 'V' stond voor 'victory', overwinning.
Het project begon kort voor Amerika bij de oorlog betrokken raakte, in juni 1941. Een kapitein die als muzikaal adviseur bij de Army's Recreation and Welfare Section werkte, opperde het idee platen te maken met militaire muziek die het moreel van de soldaten konden verbeteren. In 1942 zond de Armed Forces Radio Service 16 inchplaten op 33 toeren naar de troepen met daarop (vooral) radio-uitzendingen. De reclame was weggelaten.
Ondertussen was de vakbond voor musici, de American Federation of Musicians, in staking tegen de vier grote platenmaatschappijen. George Robert Vincent, die toen luitenant was, wist de baas van de vakbond over te halen de musici de mogelijkheid te geven platen op te nemen voor de jongens overzee. De vakbond stemde in, mits de platen niet in Amerika werden verkocht. Vanaf dat moment hadden musici de mogelijkheid op te nemen en ze waren verzekerd van een enthousiast publiek.
De V-Disc-platen waren meteen een succes. Soldaten kregen nu nieuwe en speciale opnames te horen van de grote topbands van die tijd. Er was een behoorlijke variatie in het aanbod: bigbandhits, swingmuziek, klassieke muziek uitgevoerd door de toporkesten, ook wat jazz en zelfs militaire muziek. Er stonden radio-uitzendingen op en ook de studio's in Hollywood leverden bijdragen. Er waren speciale V-Disc-opnamesessies in New York en Los Angeles, waar de musici naartoe gingen. Op veel platen hielden bandleiders en artiesten een kort praatje, waarin ze de soldaten groetten, geluk wensten en de hoop uitspraken op een veilige terugkeer. Veel musici voerden speciale versies van de tophits uit die tijd op, omdat ze niet gebonden waren aan de beperkingen van de gewone platenmaatschappijen. De V-Disc-platen werden geperst door grote platenmaatschappijen als RCA Victor en Columbia Records.
V-Disc-platen werden gemaakt tot 1949, omdat tot die tijd soldaten overzee waren gelegerd in verband met het Marshallplan. Daarna spanden de overheidsinstanties zich in om te voorkomen dat de V-Disc-platen voor commerciële doeleinden zouden worden gebruikt, overeenkomstig de eis van de muzikantenvakbond. De originele masters werden vernietigd, platen op legerbases en schepen werden in beslag genomen. De FBI en de militaire politie namen platen in beslag die militairen naar huis hadden gesmokkeld. Een werknemer van een platenmaatschappij ging de gevangenis in, omdat hij 2500 V-Disc-platen in zijn bezit had. Er zijn echter platen bewaard gebleven, die verzamelobjecten zijn, zoals platen van Frank Sinatra en Billie Holiday. De Library of Congress heeft alle uitgekomen V-Disc-platen in haar archief. Er zijn verschillende cd's in de handel waarop V-Disc-opnames zijn verzameld.